# Farpu
Farpu – gaun wikas samiti w środkowej części Nepalu w strefie Dźanakpur w dystrykcie Ramechhap. Według nepalskiego spisu powszechnego z 2001 roku liczył on 439 gospodarstw domowych i 2081 mieszkańców (1041 kobiet i 1040 mężczyzn).